# Бобоохун Салимов
Бобоохун Салимов (также Баба-ахун) (1874—1929) — государственный деятель Хивинского ханства и Хорезмской Народной Советской Республики.
Родился в 1874 году в семье Салимохуна в селе Гурлен. При рождении был назван Мухаммедом, но впоследствии из уважения был прозван Бобоохуном. Получив начальное образование, он продолжил образование в медресе Аллакули-хана в Хиве. Изучал арабский, персидский и русский языки.
С 1910 по 1918 гг., в период правления хивинского хана Асфандияр-хана, Бобоохун Салимов занимал пост кази-каляна (верховного судьи) и шейх-уль-ислама страны.
В 1917 году он стал председателем хивинского меджлиса.
В 1918-1920гг он проживал в Турткуле, где стал членом партии младохивинцев. В 1920 году он участвовал в создании Хорезмской Народной Советской Республики, и был назначен министром юстиции. В 1924 году он руководил созывом и проведением первого съезда хорезмских священнослужителей. Являлся сторонником свободного демократического развития страны.
В конце 1920-х был отстранён от государственных дел в результате преследования интеллигенции советским правительством. 10 мая 1929 года Бобоохун Салимов был арестован органами ОГПУ и в тот же день расстрелян без суда и следствия. Место нахождения могилы Бобоохуна Салимова неизвестно.